# 청관구 (란저우시)

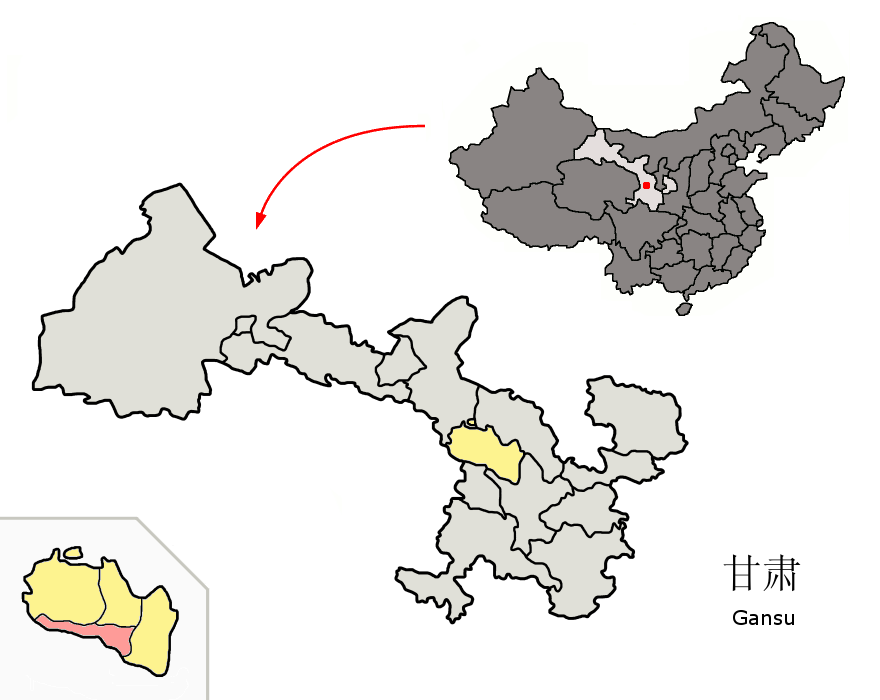
란저우 시구의 위치

청관구(한국어: 성관구, 중국어: 城关区, 병음: Chéngguān Qū)는 중화인민공화국 간쑤성 란저우 시의 현급 행정구역이다. 넓이는 220km2이고, 인구는 2007년 기준으로 920,000명이다.

## 행정 구역
24개 가도를 관할한다.
- 가도: 临夏路街道, 张掖路街道, 白银路街道, 伏龙坪街道, 酒泉路街道, 广武门街道, 东岗西路街道, 皋兰路街道, 渭源路街道, 雁南街道, 雁北街道, 盐场路街道, 草场街街道, 靖远路街道, 团结新村街道, 铁路东村街道, 铁路西村街道, 五泉街道, 火车站街道, 拱星墩街道, 嘉峪关路街道, 焦家湾街道, 东岗街道, 青白石街道.